# Денисова, Ульяна Викторовна
Ульяна Викторовна Денисова (род. 11 января 1983, Мурманск) — российская биатлонистка. Мастер спорта России международного класса. Член сборной России. Чемпионка мира среди юниоров. Двукратная чемпионка Европы.

## Достижения
- Чемпионат мира U21, 2003, Закопане эстафета, 1 место
- Чемпионат мира U21, 2004, От Маурин индивидуальная гонка, 3 место
- Чемпионат мира U21, 2004, От Маурин гонка преследования, 3 место
- Чемпионат мира U21, 2004, От Маурин эстафета, 2 место
- Чемпионат Европы, 2002, Контиолахти эстафета, 2 место
- Чемпионат Европы, 2003, Форни Авольтри гонка преследования, 3 место
- Чемпионат Европы, 2003, Форни Авольтри эстафета, 1 место
- Чемпионат Европы, 2004, Минск спринт, 1 место

Медали
Кубок IBU
2011
3-е (гонка преследования, Альтенберг)
2010
3-е (спринт, Бейтостолен)
1-е (спринт, Бейтостолен)
Кубок Европы
2008
2-е (спринт, Лангдорф-Аберси)

## Карьера. Кубок мира
Дебют Ульяны на Кубке мира состоялся в сезоне 2004—2005 на этапе в Оберхофе. В первой гонке — спринте — она заняла 45 место. Улучшив этот результат в гонке преследования, она оказазалась на 40 месте. Пробежав 8 кубковых гонок, Ульяна оказалась на 63 месте в общем зачёте Кубка мира.
В этом же сезоне у Ульяны были попадания в 20-ку сильнейших. В гонке преследования в Поклюке она заняла достойное 19 место.
Несколько сезонов Ульяна на попадала в команду. В сезоне 2007—2008 Ульяне дали шанс снова проявить себя. В австрийском Хохфильцене она снова попала в 20-ку, заняв 18 место в спринте. По итогом сезона Ульяна, пробежав 3 гонки, оказалась на 56 месте в общем зачете Кубка мира.
И снова несколько сезонов Ульяна не попадала в сборную. В сезоне 2010—2011 Ульяна начала набирать обороты на Кубке IBU, в первой же гонке сезона заняв 1 место в спринте. После этого было ещё 2 восхождения на пьедестал — 3 место в спринте и гонке преследования. Благодаря таким успешным результатам тренеры основной сборной подключили Ульяну к основному составу, и в первой же гонке Кубка мира в США Ульяна заняла достойное 16 место, после чего ещё дважды попала в 20-ку сильнейших. Зарекомендовав себя на американских этапах, Ульяна заслужила путевку на чемпионат мира, который прошёл в Ханты-Мансийске. Однако Ульяну не поставили ни на одну из гонок чемпионата. После этого её не взяли на заключительный этап Кубка мира в Хольменколлене и отправили выступать на Кубок России. В Кубке мира по завершении сезона 2010—2011, пробежав 5 гонок, Ульяна заняла 48 место.
После этого решила перейти в сборную Беларуси. Там 31-летняя спортсменка прошла тестовый сбор и медицинское обследование. По итогам сбора сотрудничество со сборной Беларуси было прекращено, а Денисова решила завершить карьеру.

## Карьера в биатлоне
- Тренеры — В. П. Захаров
- Первый тренер — С. К. Субботин
- Марка лыж — Fischer
- Модель винтовки — Anschutz
- Любимая биатлонная дисциплина — Спринт

### Результаты гонок
- 13 фев 2011 Кубок мира 2011, 8-й этап, Форт Кент Масс-старт, женщины 29
- 12 фев 2011 Кубок мира 2011, 8-й этап, Форт Кент Гонка преследования, женщины 22
- 11 фев 2011 Кубок мира 2011, 8-й этап, Форт Кент Спринт, женщины 18
- 6 фев 2011 Кубок мира 2011, 7-й этап, Преск Айл Гонка преследования, женщины 16
- 4 фев 2011 Кубок мира 2011, 7-й этап, Преск Айл Спринт, женщины 16
- 15 янв 2011 Кубок IBU 2011, 5-й этап, Альтенберг Гонка преследования, женщины 3
- 14 янв 2011 Кубок IBU 2011, 5-й этап, Альтенберг Спринт, женщины 7
- 9 янв 2011 Кубок IBU 2011, 4-й этап, Нове-Место-на-Мораве Спринт, женщины 8
- 8 янв 2011 Кубок IBU 2011, 4-й этап, Нове-Место-на-Мораве Индивидуальная гонка, женщины 47
- 18 дек 2010 Кубок IBU 2010, 3-й этап, Обертиллиах Гонка преследования, женщины 12
- 17 дек 2010 Кубок IBU 2010, 3-й этап, Обертиллиах Спринт, женщины 7
- 12 дек 2010 Кубок IBU 2010, 2-й этап, Мартелло Спринт, женщины 11
- 11 дек 2010 Кубок IBU 2010, 2-й этап, Мартелло Индивидуальная гонка, женщины 10
- 28 ноя 2010 Кубок IBU 2010, 1-й этап, Бейтостолен Спринт, женщины 3
- 27 ноя 2010 Кубок IBU 2010, 1-й этап, Бейтостолен Спринт, женщины 1
- 15 мар 2008 Кубок мира 2008, 9-й этап, Хольменколлен Гонка преследования, женщины 44
- 13 мар 2008 Кубок мира 2008, 9-й этап, Хольменколлен Спринт, женщины 35
- 24 фев 2008 Чемпионат Европы 2008 Нове-Место-на-Мораве Эстафета, женщины 4
- 23 фев 2008 Чемпионат Европы 2008 Нове-Место-на-Мораве Гонка преследования, женщины 8
- 22 фев 2008 Чемпионат Европы 2008 Нове-Место-на-Мораве Спринт, женщины 5
- 13 янв 2008 Кубок Европы 2008, 5-й этап, Лангдорф-Аберси Спринт, женщины 2
- 12 янв 2008 Кубок Европы 2008, 5-й этап, Лангдорф-Аберси Индивидуальная гонка, женщины 5
- 5 янв 2008 Кубок мира 2008, 4-й этап, Оберхоф Спринт, женщины 52
- 8 дек 2007 Кубок мира 2007, 2-й этап, Хохфильцен Гонка преследования, женщины 23
- 7 дек 2007 Кубок мира 2007, 2-й этап, Хохфильцен Спринт, женщины 18
- 17 дек 2005 Кубок Европы 2005, 3-й этап, Виндишгарстен Гонка преследования, женщины 6
- 16 дек 2005 Кубок Европы 2005, 3-й этап, Виндишгарстен Спринт, женщины 4
- 11 дек 2005 Кубок Европы 2005, 2-й этап, Обертиллиах Гонка преследования, женщины 20
- 10 дек 2005 Кубок Европы 2005, 2-й этап, Обертиллиах Спринт, женщины 10
- 4 дек 2005 Кубок Европы 2005, 1-й этап, Обертиллиах Спринт, женщины 9
- 3 дек 2005 Кубок Европы 2005, 1-й этап, Обертиллиах Индивидуальная гонка, женщины 14
- 27 ноя 2005 Кубок мира 2005, 1-й этап, Остерсунд Гонка преследования, женщины 43
- 26 ноя 2005 Кубок мира 2005, 1-й этап, Остерсунд Спринт, женщины 38
- 19 фев 2005 Кубок мира 2005, 8-й этап, Поклюка Гонка преследования, женщины 19
- 17 фев 2005 Кубок мира 2005, 8-й этап, Поклюка Спринт, женщины 21
- 12 фев 2005 Кубок мира 2005, 7-й этап, Турин Спринт, женщины 45
- 10 фев 2005 Кубок мира 2005, 7-й этап, Турин Индивидуальная гонка, женщины 51
- 9 янв 2005 Кубок мира 2005, 4-й этап, Оберхоф Гонка преследования, женщины 40
- 8 янв 2005 Кубок мира 2005, 4-й этап, Оберхоф Спринт, женщины 45
- 17 дек 2004 Кубок Европы 2004, 4-й этап, Обертиллиах Гонка преследования, женщины 27
- 16 дек 2004 Кубок Европы 2004, 4-й этап, Обертиллиах Спринт, женщины 4
- 12 дек 2004 Кубок Европы 2004, 3-й этап, Обертиллиах Спринт, женщины 8
- 11 дек 2004 Кубок Европы 2004, 3-й этап, Обертиллиах Индивидуальная гонка, женщины 7
- 28 ноя 2004 Кубок Европы 2004, 2-й этап, Гейло Гонка преследования, женщины 14
- 27 ноя 2004 Кубок Европы 2004, 2-й этап, Гейло Спринт, женщины 24
- 24 ноя 2004 Кубок Европы 2004, 1-й этап, Гейло Спринт, женщины 9
- 23 ноя 2004 Кубок Европы 2004, 1-й этап, Гейло Индивидуальная гонка, женщины 22